# Unión Deportiva Las Palmas 2023-2024
Questa voce raccoglie le informazioni riguardanti l'Unión Deportiva Las Palmas nelle competizioni ufficiali della stagione 2023-2024.

## Maglie e sponsor
| Casa | Trasferta |

Sponsor ufficiale: Gran Canaria
Fornitore tecnico: Hummel

## Rosa
In corsivo i calciatori ceduti durante la stagione
| N. |                      | Ruolo | Calciatore       |
| -- | -------------------- | ----- | ---------------- |
| 1  | Spagna (bandiera)    | P     | Aarón Escandell  |
| 2  | Spagna (bandiera)    | D     | Marvin Park      |
| 3  | Spagna (bandiera)    | C     | Sergi Cardona    |
| 4  | Spagna (bandiera)    | D     | Álex Suárez      |
| 5  | Spagna (bandiera)    | C     | Javi Muñoz       |
| 6  | Spagna (bandiera)    | D     | Eric Curbelo     |
| 7  | Spagna (bandiera)    | A     | Cristian Herrera |
| 8  | Argentina (bandiera) | C     | Máximo Perrone   |
| 9  | Spagna (bandiera)    | A     | Sandro Ramírez   |
| 10 | Spagna (bandiera)    | C     | Alberto Moleiro  |
| 11 | Spagna (bandiera)    | C     | Benito Ramírez   |
| 12 | Francia (bandiera)   | C     | Enzo Loiodice    |
| 13 | Spagna (bandiera)    | P     | Álvaro Valles    |
| 14 | Spagna (bandiera)    | D     | Álvaro Lemos     |

| N. |                               | Ruolo | Calciatore       |
| -- | ----------------------------- | ----- | ---------------- |
| 15 | Spagna (bandiera)             | D     | Mika Mármol      |
| 16 | Guinea (bandiera)             | A     | Sory Kaba        |
| 17 | Marocco (bandiera)            | A     | Munir            |
| 18 | Paesi Bassi (bandiera)        | D     | Daley Sinkgraven |
| 19 | Spagna (bandiera)             | C     | Marc Cardona     |
| 20 | Spagna (bandiera)             | C     | Kirian Rodríguez |
| 21 | Spagna (bandiera)             | C     | Jonathan Viera   |
| 21 | Spagna (bandiera)             | C     | José Campaña     |
| 22 | RD del Congo (bandiera)       | C     | Omenuke Mfulu    |
| 23 | Guinea Equatoriale (bandiera) | D     | Saúl Coco        |
| 24 | Spagna (bandiera)             | C     | Pejiño           |
| 25 | Spagna (bandiera)             | C     | Fabio González   |
| 28 | Messico (bandiera)            | D     | Julián Araujo    |
| 31 | Spagna (bandiera)             | D     | Juanma Herzog    |

## Calciomercato

### Sessione estiva
| Acquisti         | Acquisti         | Acquisti         | Acquisti         |
| R.               | Nome             | da               | Modalità         |
| Altre operazioni | Altre operazioni | Altre operazioni | Altre operazioni |
| R.               | Nome             | da               | Modalità         |
| ---------------- | ---------------- | ---------------- | ---------------- |

| Cessioni         | Cessioni         | Cessioni         | Cessioni         |
| R.               | Nome             | a                | Modalità         |
| Altre operazioni | Altre operazioni | Altre operazioni | Altre operazioni |
| R.               | Nome             | da               | Modalità         |
| ---------------- | ---------------- | ---------------- | ---------------- |

### Sessione invernale
| Acquisti         | Acquisti         | Acquisti         | Acquisti         |
| R.               | Nome             | da               | Modalità         |
| Altre operazioni | Altre operazioni | Altre operazioni | Altre operazioni |
| R.               | Nome             | da               | Modalità         |
| ---------------- | ---------------- | ---------------- | ---------------- |

| Cessioni         | Cessioni         | Cessioni         | Cessioni         |
| R.               | Nome             | a                | Modalità         |
| Altre operazioni | Altre operazioni | Altre operazioni | Altre operazioni |
| R.               | Nome             | da               | Modalità         |
| ---------------- | ---------------- | ---------------- | ---------------- |

## Risultati

### Primera División

#### Girone di andata
| Arbitro: | García Verdura |

|                  |           |            |
| Viera 29’ (rig.) | Marcatori | 70’ Raíllo |

| Arbitro: | Javier Iglesias Villanueva |

|                   |           |  |
| Pepelu 73’ (rig.) | Marcatori |  |

| Las Palmas de Gran Canaria 25 agosto 2023, ore 19:30 CEST 3ª giornata | Las Palmas       | 0 – 0 referto | Real Sociedad | Stadio di Gran Canaria (25 335 spett.)\| Arbitro: \| Cuadra Fernández \| |
| Arbitro:                                                              | Cuadra Fernández |               |               |                                                                          |

| Arbitro: | Busquets Ferrer |

|           |           |  |
| Portu 88’ | Marcatori |  |

| Arbitro: | Munuera Montero |

|               |           |  |
| Lukebakio 71’ | Marcatori |  |

| Arbitro: | De Burgos Bengoetxea |

|                    |           |  |
| K. Rodríguez 90+2’ | Marcatori |  |

| Arbitro: | Munuera Montero |

|                       |           |  |
| Díaz 45+3’ Joselu 54’ | Marcatori |  |

| Arbitro: | Javier Alberola Rojas |

|                                |           |              |
| Viera 84’ (rig.) Cardona 90+7’ | Marcatori | 67’ Douvikas |

| Arbitro: | Muñiz Ruiz |

|                 |           |                               |
| G. Moreno 90+2’ | Marcatori | 45+2’ Coco 51’ (rig.) Cardona |

| Arbitro: | Iglesias Villanueva |

|  |           |                   |
|  | Marcatori | 90+2’ (rig.) Bebé |

| Arbitro: | Hernández Maeso (Estremadura) |

|              |           |                                |
| Ramazani 73’ | Marcatori | 23’ El Haddadi 90+4’ Sory Kaba |

| Arbitro: | Melero López |

|                                 |           |            |
| K. Rodríguez 51’ B. Ramírez 75’ | Marcatori | 83’ Morata |

| Arbitro: | Figueroa Vázquez |

|             |           |             |
| Budimir 73’ | Marcatori | 70’ Moleiro |

| Arbitro: | García Verdura |

|                  |           |  |
| Willian José 19’ | Marcatori |  |

| Arbitro: | Busquets Ferrer |

|                              |           |  |
| J. Araujo 43’ C. Herrera 62’ | Marcatori |  |

| Arbitro: | Munuera Montero |

|  |           |                  |
|  | Marcatori | 31’ K. Rodríguez |

| Arbitro: | Muñiz Ruiz |

|           |           |           |
| Pejiño 7’ | Marcatori | 83’ Ramos |

| Arbitro: | Martínez Munuera |

|                  |           |  |
| Unai Gómez 90+4’ | Marcatori |  |

| Arbitro: | González Fuertes |

|           |           |                                  |
| Munir 12’ | Marcatori | 55’ Torres 90+3’ (rig.) Gündoğan |

#### Girone di ritorno
| Arbitro: | Iglesias Villanueva |

|                                 |           |  |
| K. Rodríguez 8’, 63’ Herzog 51’ | Marcatori |  |

| Arbitro: | Melero López |

|  |           |                          |
|  | Marcatori | 35’ Moleiro 83’ J. Muñoz |

| Arbitro: | Soto Grado |

|           |           |                             |
| Muñoz 53’ | Marcatori | 65’ Vinícius 84’ Tchouaméni |

| Arbitro: | Busquets Ferrer |

|            |           |            |
| Méndez 43’ | Marcatori | 68’ Pejiño |

| Arbitro: | Cuadra Fernández |

|                             |           |  |
| Á. Suárez 89’ Cardona 90+5’ | Marcatori |  |

| Arbitro: | Figueroa Vázquez |

|                                                          |           |  |
| M. Llorente 15’, 20’ Á. Correa 47’, 62’ (rig.) Depay 87’ | Marcatori |  |

| Arbitro: | Munuera Montero |

|                  |           |                 |
| K. Rodríguez 52’ | Marcatori | 49’ Unai García |

| Arbitro: | González Fuertes |

|                                       |           |                                  |
| Mata 11’ Greenwood 14’ Maksimović 45’ | Marcatori | 35’ Sandro 50’ Cardona 57’ Munir |

| Arbitro: | Ortiz Arias |

|  |           |                              |
|  | Marcatori | 31’ Guruzeta 65’ (aut.) Coco |

| Arbitro: | García Verdura (Catalogna) |

|  |           |                   |
|  | Marcatori | 14’ Léo Baptistão |

| Arbitro: | Busquets Ferrer |

|              |           |  |
| Raphinha 59’ | Marcatori |  |

| Arbitro: | Muñiz Ruiz |

|  |           |                               |
|  | Marcatori | 43’ En-Nesyri 90+3’ Lukebakio |

| Arbitro: | Hernández Maeso |

|                                               |           |            |
| Iago Aspas 37’, 76’ Swedberg 39’ Douvikas 71’ | Marcatori | 11’ Herzog |

| Arbitro: | Figueroa Vázquez |

|  |           |                                |
|  | Marcatori | 26’ D. López 57’ (rig.) Dovbyk |

| Arbitro: | Ortiz Arias |

|                                   |           |  |
| Á. Suárez 33’ (aut.) Becker 45+1’ | Marcatori |  |

| Arbitro: | Martínez Munuera |

|              |           |  |
| González 29’ | Marcatori |  |

| Arbitro: | Iglesias Villanueva |

|                           |           |                                |
| Á. Suárez 27’ Moleiro 64’ | Marcatori | 21’ (aut.) Mármol 49’ A. Pérez |

| Cadice 19 maggio 2024, ore 19:00 CEST 37ª giornata | Cadice     | 0 – 0 referto | Las Palmas | Stadio Nuovo Mirandilla (18 950 spett.)\| Arbitro: \| Soto Grado \| |
| Arbitro:                                           | Soto Grado |               |            |                                                                     |

| Arbitro: | Hernández Maeso |

|             |           |                |
| Cardona 71’ | Marcatori | 50’ C. Vicente |

### Coppa del Re 2023-2024
| Arbitro: | Figueroa Vázquez |

|  |           |                                      |
|  | Marcatori | 68’ J. Araujo 76’ Moleiro 86’ Ferrer |

| Arbitro: | Juan Martínez MunueraMartínez Munuera |

|                         |           |                       |
| J. Rodríguez 42’ (rig.) | Marcatori | 38’ Kaba 120+4’ Munir |

| Arbitro: | De Burgos Bengoetxea |

|                   |           |  |
| Amo 4’ Luismi 21’ | Marcatori |  |

## Statistiche finali

### Statistiche di squadra
| Competizione | Punti | In casa | In casa | In casa | In casa | In casa | In casa | In trasferta | In trasferta | In trasferta | In trasferta | In trasferta | In trasferta | Totale | Totale | Totale | Totale | Totale | Totale | DR  |
| Competizione | Punti | G       | V       | N       | P       | Gf      | Gs      | G            | V            | N            | P            | Gf           | Gs           | G      | V      | N      | P      | Gf     | Gs     | DR  |
| ------------ | ----- | ------- | ------- | ------- | ------- | ------- | ------- | ------------ | ------------ | ------------ | ------------ | ------------ | ------------ | ------ | ------ | ------ | ------ | ------ | ------ | --- |
| Liga         | 40    | 19      | 6       | 6       | 7       | 20      | 20      | 19           | 4            | 4            | 11           | 13           | 27           | 38     | 10     | 10     | 18     | 33     | 47     | -14 |
| Coppa del Re | -     | -       | -       | -       | -       | -       | -       | 3            | 2            | 0            | 1            | 5            | 3            | 3      | 2      | 0      | 1      | 5      | 3      | +2  |
| Totale       | -     | 19      | 6       | 6       | 7       | 20      | 20      | 22           | 6            | 4            | 12           | 18           | 30           | 40     | 12     | 10     | 19     | 38     | 50     | -12 |

### Andamento in campionato
| Giornata  | 1  | 2  | 3  | 4  | 5  | 6  | 7  | 8  | 9  | 10 | 11 | 12 | 13 | 14 | 15 | 16 | 17 | 18 | 19 | 20 | 21 | 22 | 23 | 24 | 25 | 26 | 27 | 28 | 29 | 30 | 31 | 32 | 33 | 34 | 35 | 36 | 37 | 38 |
| --------- | -- | -- | -- | -- | -- | -- | -- | -- | -- | -- | -- | -- | -- | -- | -- | -- | -- | -- | -- | -- | -- | -- | -- | -- | -- | -- | -- | -- | -- | -- | -- | -- | -- | -- | -- | -- | -- | -- |
| Luogo     | C  | T  | C  | T  | T  | C  | T  | C  | T  | C  | T  | C  | T  | T  | C  | T  | C  | T  | C  | C  | T  | C  | T  | C  | T  | C  | T  | C  | C  | T  | C  | T  | C  | T  | T  | C  | T  | C  |
| Risultato | N  | P  | N  | P  | P  | V  | P  | V  | V  | P  | V  | V  | N  | P  | V  | V  | N  | P  | P  | V  | V  | P  | N  | V  | P  | N  | N  | P  | P  | P  | P  | P  | P  | P  | P  | N  | N  | N  |
| Posizione | 10 | 14 | 16 | 18 | 19 | 15 | 18 | 14 | 10 | 12 | 10 | 10 | 8  | 11 | 8  | 8  | 9  | 9  | 10 | 9  | 8  | 9  | 9  | 8  | 9  | 9  | 9  | 9  | 11 | 12 | 12 | 13 | 14 | 14 | 14 | 14 | 15 | 16 |

Legenda:

Luogo: C = Casa; T = Trasferta. Risultato: V = Vittoria; N = Pareggio; P = Sconfitta.